# تحية بيلامي

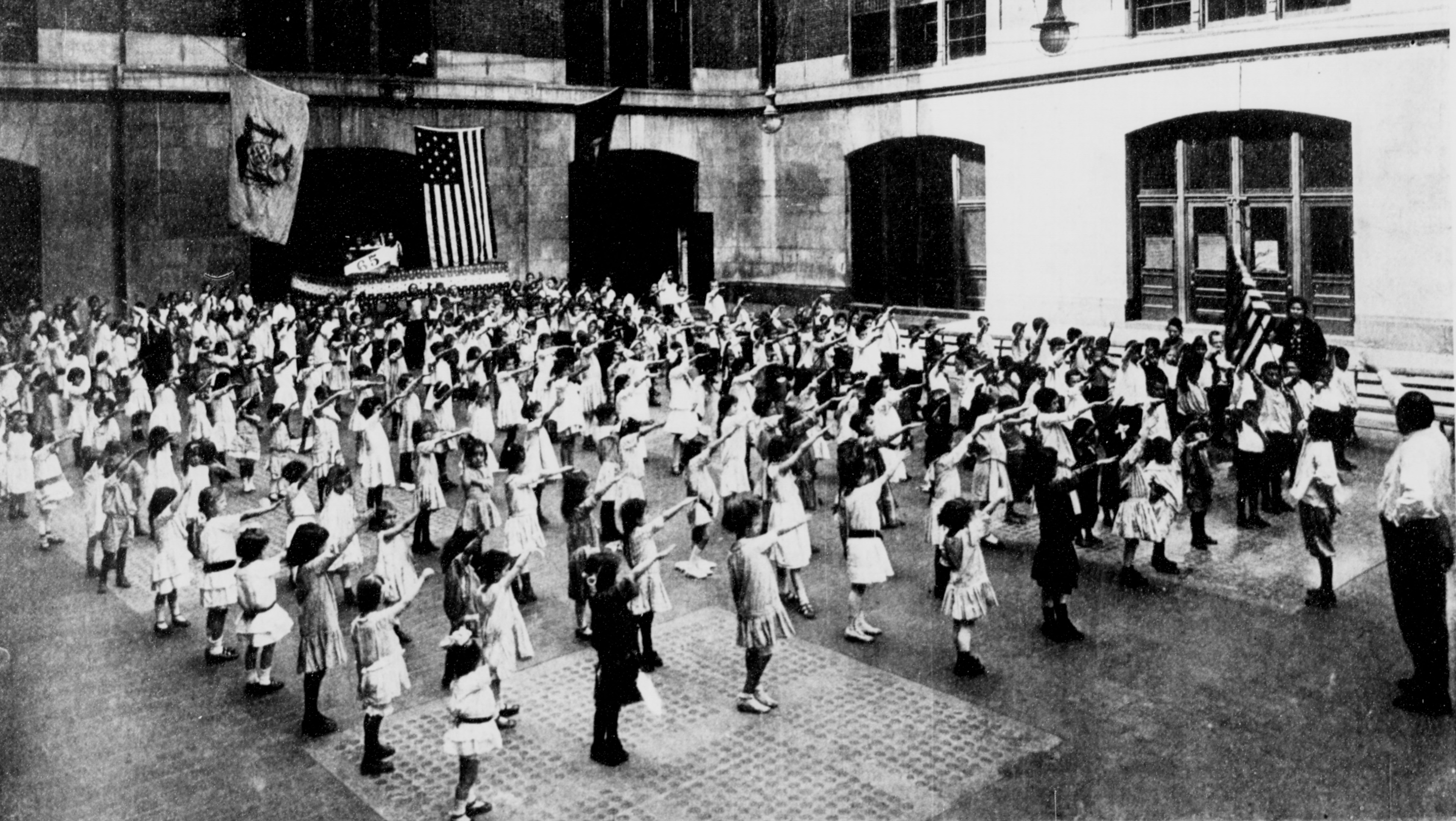
تحية بيلامي، سبتمبر 1915.

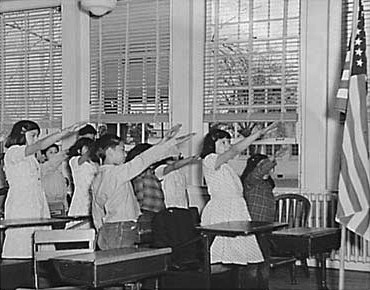
أطفال يؤدون تحية بيلامي لعلم الولايات المتحدة، 1941.

تحية بيلامي (بالإنجليزية: Bellamy salute)‏ هي تحية غير كفية وصفها فرانسيس بيلامي، مؤلف كتاب "قسم الولاء الأمريكي"، كحركة يد كانت ترافق القسم. خلال الفترة التي تم استخدامها مع قسم الولاء، كانت تُعرف أحياناً باسم «تحية العلم». نشأ كل من القسم وتحيته في عام 1892. في وقت لاحق، خلال العشرينات والثلاثينات، تبنى الفاشيون الإيطاليون والنازيون تحية متشابهة جداً، والتي كانت مُستمدة من التحية الرومانية، وهي حركة يد كانت شعبية (وإن كان خطأ) يُعتقد أنها اُستخدِمت في روما القديمة. أدى هذا إلى جدل حول استخدام تحية بيلامي في الولايات المتحدة. وقد تم استبدالها رسمياً بتحية اليد على القلب عندما أعاد الكونغرس تعديل قانون العلم في 22 ديسمبر 1942.

### قراءة معمقة
- Berg، A. Scott (1 سبتمبر 1999). Lindbergh. New York City: Berkley Trade. ISBN:978-0425170410. مؤرشف من الأصل في 2021-10-08. اطلع عليه بتاريخ 2015-01-13.

## وصلات خارجية
- United States Department of Veteran Affairs
- History of discontinuation of the Bellamy salute, Glenn Kessler